# Jens Boenisch
Jens Boenisch (* 1964) ist ein deutscher Pädagoge und Hochschullehrer für Körperbehindertenpädagogik. Er lehrt an der Universität zu Köln.

## Leben
Boenisch studierte an der Technischen Universität Dortmund Sondererziehung und Rehabilitation der Körper- und Sprachbehinderten. Anschließend machte er sein 2. Staatsexamen für das Lehramt Sonderpädagogik. Seit 1995 ist er wissenschaftlicher Mitarbeiter und Assistent für Körperbehindertenpädagogik an der Martin-Luther-Universität Halle-Wittenberg am Lehrstuhl von Harry Bergeest. 1999 promovierte er dort.
Im Jahr 2003 wurde ihm die Juniorprofessur im Fachbereich Körperbehindertenpädagogik übertragen. Dabei übernahm er auch ab 2004 die Aufgaben des erkrankten Lehrstuhlinhabers.
Boenisch ist seit 2005 an der Universität zu Köln. Dort hat er die Professur an der Humanwissenschaftlichen Fakultät, Department Heilpädagogik, Bereich Pädagogik für Menschen mit Beeinträchtigungen der körperlichen und motorischen Entwicklung inne. Sein Hauptforschungsgebiet ist die Sprachentwicklung und Sprachförderung von Kindern ohne Lautsprache, die Unterstützung mittels verschiedener Formen der Unterstützten Kommunikation. Er leitet dazu das Forschungs- und Beratungszentrum für Unterstützte Kommunikation in Köln. Des Weiteren erforscht er das Lernverhalten von Kindern mit Spina bifida und bzw. oder Hydrocephalus sowie die Auswirkungen beeinträchtigter Motorik auf das Sprach- und Lernverhalten.

## Zitate
„Ein Großteil der Menschen mit schweren Körperbehinderungen, die nicht sprechen können, werden immer noch als geistig behindert eingeschätzt. Solange diese Menschen in ihrem Körper gefangen sind, sind sie auf Unterstützte Kommunikation angewiesen.“ (Jens Boenisch, zitiert nach Jürgen Salm: Sprechen ohne Stimme: Wie "Talker" synthetische Sprache erzeugen. In: Bayern 2. Bayerischer Rundfunk, 17. März 2009, ehemals im Original (nicht mehr online verfügbar); abgerufen am 13. Dezember 2009. (Seite nicht mehr abrufbar. Suche in Webarchiven))

## Werke (Auswahl)
- Integrationspädagogik in der sonderpädagogischen Lehrerbildung. Analysen und Perspektiven für die zweite Ausbildungsphase. 1. Auflage. Klinkhardt, Bad Heilbrunn/Obb. 2000, ISBN 3-7815-1080-8 (zugleich: Dissertation an der Universität Halle-Wittenberg im Jahr 1999).
- mit Christof Bunk, ISAAC Gesellschaft für Unterstützte Kommunikation e.V. (Hrsg.): Methoden der unterstützen Kommunikation. 1. Auflage. Von-Loeper-Literaturverlag, Karlsruhe 2003, ISBN 3-86059-143-6 (zugleich: Dissertation an der Universität Halle-Wittenberg im Jahr 1999).
- mit Harry Bergeest: Körperbehindertenpädagogik. Bibliographie des 20. Jahrhunderts. Klinkhardt, Bad Heilbrunn/Obb. 2002, ISBN 3-7815-1225-8.
- mit Volker Daut (Hrsg.): Didaktik des Unterrichts mit körperbehinderten Kindern. Kohlhammer, Stuttgart 2002, ISBN 3-17-017436-3.
- Diagnostik und Beratung in der unterstützten Kommunikation. Von-Loeper-Literaturverl., Karlsruhe 2007, ISBN 978-3-86059-193-2.
- Kinder ohne Lautsprache. Eine empirische Studie zum Stand der Förderung und zum Einsatz von Unterstützter Kommunikation an Schulen für Körperbehinderte in Deutschland. Von-Loeper-Literaturverlag, 2007, ISBN 978-3-86059-211-3.